# Nephrotoma quadrifaria
Espèce
Nephrotoma quadrifaria est une espèce d'insectes diptères nématocères de la famille des Tipulidae.